# Kanton Tonnay-Boutonne
Tonnay-Boutonne is een voormalig kanton van het Franse departement Charente-Maritime. Het kanton maakte deel uit van het arrondissement Saint-Jean-d'Angély. Het werd opgeheven bij decreet van 27 februari 2014, met uitwerking op 22 maart 2015. Alle gemeenten werden toegevoegd aan het kanton  Saint-Jean-d'Angély.

## Gemeenten
Het kanton Tonnay-Boutonne omvatte de volgende gemeenten:
- Annezay
- Chantemerle-sur-la-Soie
- Chervettes
- Nachamps
- Puy-du-Lac
- Puyrolland
- Saint-Crépin
- Saint-Laurent-de-la-Barrière
- Saint-Loup
- Tonnay-Boutonne (hoofdplaats)
- Torxé